# Роаноук (Алабама)
Роаноук (англ. Roanoke) — місто (англ. city) в США, в окрузі Рендолф штату Алабама. Найбільший населений пункт округу. Населення — 5311 особа (2020).

## Географія
Роаноук розташований за координатами 33°8′43″ пн. ш. 85°22′10″ зх. д. / 33.14528° пн. ш. 85.36944° зх. д. (33.145305, -85.369526).  За даними Бюро перепису населення США в 2010 році місто мало площу 49,51 км², з яких 48,52 км² — суходіл та 0,99 км² — водойми.

## Демографія
Згідно з переписом 2010 року, у місті мешкали 6074 особи в 2409 домогосподарствах у складі 1538 родин. Густота населення становила 123 особи/км².  Було 2817 помешкань (57/км²).
Расовий склад населення:
| - 57,6 % — білих - 40,5 % — чорних або афроамериканців - 0,6 % — азіатів - 0,2 % — корінних американців |

До двох чи більше рас належало 0,9 %. Частка іспаномовних становила 1,2 % від усіх жителів.
За віковим діапазоном населення розподілялося таким чином: 26,9 % — особи молодші 18 років, 55,9 % — особи у віці 18—64 років, 17,2 % — особи у віці 65 років та старші. Медіана віку мешканця становила 37,8 року. На 100 осіб жіночої статі у місті припадало 80,0 чоловіків;  на 100 жінок у віці від 18 років та старших — 74,2 чоловіків також старших 18 років.
Середній дохід на одне домашнє господарство  становив 44 408 доларів США (медіана — 34 956), а середній дохід на одну сім'ю — 50 831 долар (медіана — 39 882). Медіана доходів становила 36 100 доларів для чоловіків та 28 935 доларів для жінок. За межею бідності перебувало 20,3 % осіб, у тому числі 27,6 % дітей у віці до 18 років та 21,1 % осіб у віці 65 років та старших.
Цивільне працевлаштоване населення становило 2396 осіб. Основні галузі зайнятості: виробництво — 32,7 %, освіта, охорона здоров'я та соціальна допомога — 17,8 %, мистецтво, розваги та відпочинок — 11,4 %, роздрібна торгівля — 9,4 %.